# Хрватске катедрале
„Хрватске катедрале“ је југословенски филм из 1991. године. Режирао га је Хрвоје Хрибар, који је написао и сценарио за филм.

## Улоге
| Глумац           | Улога |
| ---------------- | ----- |
| Цинтија Ашпергер |       |
| Бранко Брезовац  |       |
| Марко Чопор      |       |
| Рене Медвешек    |       |
| Рајко Минковић   |       |
| Барбара Нола     |       |